# بخش کلاردیدون (شهرستان گیگا، اوهایو)
بخش کلاردیدون (به انگلیسی: Claridon Township) یک منطقهٔ مسکونی در ایالات متحده آمریکا است که در شهرستان جی‌آگو، اوهایو واقع شده‌است.
 بخش کلاردیدون ۵۸٫۶ کیلومتر مربع مساحت و ۳٬۲۰۵ نفر جمعیت دارد و ۳۸۱ متر بالاتر از سطح دریا واقع شده‌است.